# Phare de Spectacle Reef

Le phare de Spectacle Reef (en anglais : Spectacle Reef Light), est un phare du lac Huron, situé à 18 km à l'est du détroit de Mackinac  et au nord-est de Cheboygan, dans le Comté de Cheboygan, Michigan. Il a été conçu et construit par le colonel Orlando Metcalfe Poe et le major Godfrey Weitzel, et fut le phare le plus cher jamais construit sur les Grands Lacs.
Ce phare est inscrit au Registre national des lieux historiques depuis le 27 juillet 2005 sous le n° 05000744 .

## Historique
En raison des défis liés à la construction sur un haut-fond, y compris la pose d'un berceau sous-marin, il s'agit de la «réalisation technique la plus spectaculaire» dans la construction de phares sur le lac Huron. Il a fallu quatre ans pour construire le phare de Spectacle Reef parce que le temps a limité le travail à la saison estivale. Les travailleurs vivaient dans une structure sur le site. Il se classe en tête parmi les réalisations d'ingénierie de tous les phares construits sur les Grands Lacs.

### Construction
Le site a été marqué pour la première fois par une bouée en 1868. La construction a été entreprise sous les auspices de l'United States Lighthouse Board, et fut un exploit de génie civil et d'endurance. La construction a commencé en 1870, en réponse à la perte désastreuse d'un grand nombre de navires pendant les années 1860 sur le site. Le coût énorme de la perte a aidé à convaincre le Congrès qu'il serait plus rentable de construire un phare et de réduire le potentiel de futurs naufrages. Le phare est construit sur un récif qui se trouve sur la route commerciale sur le lac Huron. L'augmentation du trafic de fret à travers le détroit a augmenté le risque de pertes de navires supplémentaires sans une meilleure signalisation des dangers.
Le phare de Spectacle Reef a coûté 406.000 $. Un élément coûteux a été l'achat d'un bateau à vapeur pour transporter les matériaux sur le site. La fondation a été posée dans un batardeau protégé par berceau en bois submergé à 3,4 m sous la surface. Le berceau a été construit à terre et remorqué jusqu'au récif, où il a été coulé et échoué sur le site. Celle-ci fait 786 m2, et 7,30 m de hauteur et plus de 5,750 m3 de volume. Il a créé une mare protégée, faisant une base pour le batardeau, un quai et les quartiers des travailleurs. Le batardeau a été pompé pour exposer le substratum rocheux, sur lequel les couches de maçonnerie ont été posées.
Le processus de construction de la tour, d'une durée de 20 mois, devait s'étaler sur une période civile de quatre ans (1870-1874). Aucun travail n'a été possible pendant l'hiver, la plupart du printemps et la plupart de l'automne, en raison du gros temps.
L'île Bois Blanc est le point de terre le plus proche, de 10 milles (16 km) à 12 milles (19 km) au nord-ouest, mais ne pouvait constituer une aire de rassemblement appropriée pour la construction. Cela s'est déroulé entièrement sur place. Après la construction de quartiers ouvriers sur la jetée, une lentille de Fresnel de quatrième ordre a été temporairement installée sur le toit d'un des bâtiments. La construction fut presque terminée à l'automne 1873, lorsque le début des tempêtes hivernales obligea le chantier à être abandonné jusqu'au printemps suivant. Au printemps 1874, les travaux du phare reprennent. Avec l'installation de la salle des lanternes en fonte et une nouvelle lentille de Fresnel de second ordre, les travaux sont terminés et la lumière est mise en service en juin 1874. La tour contient cinq pièces en étages de 4,30 m de diamètre et de hauteur variable. Les parois de la partie habitable sont de 1,68 m à la base, se rétrécissant à 0,41 m à la corniche. De même, la tour est boulonnée à la roche de fondation avec des boulons de 0,91 m de long. Les pierres ont été taillées sur le continent, à 26 km. Elles ont été installées sur la plate-forme de maçonnerie en s'adaptant par couche, en trois jours.
L'emplacement du phare le rend vulnérable au fetch, qui pour ce récif est à 170 miles (270 km) au sud-est. La banquise de mer du lac Huron, connus sous le nom de glace dérivante, qui dans ce lac peut avoir une grande superficie, est déplacée par les courants hivernaux. En septembre 1872, un violent coup de vent avait causé des dommages considérables au phare, qui a dû être réparé à très grands frais.
Le phare possède un bâtiment de signal de brouillard attenant, un bâtiment à carburant et un bâtiment de stockage. Il y a des bossoirs pour monter et descendre les bateaux.
La combinaison d'une fondation de berceau et d'une maçonnerie en pierre monolithique a si bien fonctionné que le Conseil du phare a utilisé un processus similaire pour construire le phare de Stannard Rock dans le lac Supérieur en 1878.

### Statut actuel
La lentille de Fresnel d'origine de second ordre (par Henry-Lepaute de Paris, France) a été retirée en 1982. Elle est maintenant exposée au Inland Seas Maritime Museum (également connu sous le nom de Great Lakes Historical Society Museum) au phare de Vermilion en Ohio. Depuis que la lentille de Fresnel a été remplacée par une lentille acrylique moderne, le phare de Spectacle Reef continue à servir d'aide active à la navigation depuis 2007.
En juillet 2015, le phare a été mis en vente en vertu du National Historic Lighthouse Preservation Act of 2000 (en). Il a été acheté par Nick Korstad, propriétaire du phare de Big Bay Point.

## Description
Le phare actuel  est une tour cylindrique en pierre, avec galerie et lanterne, incorporant les logements des gardiens, montée sur un berceau carré en calcaire et attachée à un bâtiment de signal de brouillard de 24 m de haut. La tour est non peinte et le toit de la lanterne est rouge.
Il émet, à une hauteur focale de 26 m, un flash rouge par période de 5 secondes. Sa portée est de 11 milles nautiques (environ 20 km). Il est équipé d'une corne de brume à diaphone automatique.
Identifiant : ARLHS : USA-782 ; USCG :  7-11730 .

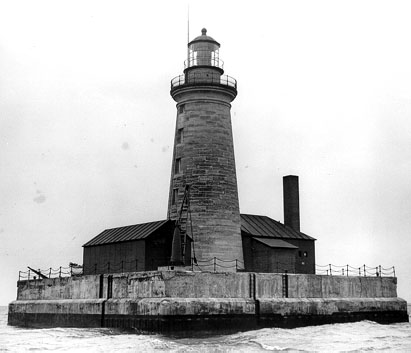
Le phare (photo USCG)

### Lien connexe
- Liste des phares au Michigan